# Municipio de Jackson (condado de Stark)
El municipio de Jackson (en inglés, Jackson Township) es un municipio del condado de Stark, Ohio, Estados Unidos. Tiene una población estimada, a mediados de 2021, de 43 029 habitantes.

## Geografía
Está ubicado en las coordenadas 40°51′48″N 81°28′47″O / 40.86333, -81.47972 (40.863347, -81.479621). Según la Oficina del Censo de los Estados Unidos, tiene una superficie total de 95.7 km², de la cual 94.2 km² corresponden a tierra firme y 1.5 km² son agua.

## Demografía
Según el censo de 2020, en ese momento había 43 067 personas residiendo en la zona. La densidad de población era de 457.2 hab./km². El 87.62% de los habitantes eran blancos, el 2.92% eran afroamericanos, el 0.11% eran amerindios, el 3.28% eran asiáticos, el 0.03% eran isleños del Pacífico, el 0.62% eran de otras razas y el 5.42% eran de una mezcla de razas. Del total de la población, el 2.47% eran hispanos o latinos de cualquier raza.